# Villamoñico
Villamoñico es un pueblo de Cantabria que pertenece al municipio de Valderredible, en Campoo. Se encuentra a 795 m s. n. m. Dista 18 kilómetros de Polientes, la capital municipal. La población, en 2024 (INE), era de 47 habitantes.
Celebra la festividad de la Asunción de la Virgen el 15 de agosto. Es un pueblo muy pequeño, situado cerca de Susilla, Villanueva de la Nía, Revelillas y Berzosilla (Palencia).
No hay tiendas, pero sí una posada.

## Geografía
Villamoñico ocupa el centro de una fértil llanura cultivada con tierras de labranza donde se siembra preferentemente trigo y patata (producto de gran calidad, aceptación y reconocido bajo el sello CC "calidad controlada"). El pueblo se encuentra protegido por la pequeña sierra de La Mesa en la parte norte y de los taludes que descienden del páramo de La Lora en la sur. En sus alrededores crecen bosques de roble albar, de mayor consistencia de lo que viene siendo habitual en la parte baja de Valderredible y comparte con Revelillas un impresionante hayedo en las umbrías de Peña Corbea, bajo la Llorna y el "pinete" de la Lora. También hay zonas medianamente pobladas con olmos (Ulmus minor subsp. suberosa), avellanos (Corylus avellana), tojos y brezales.
Desde el mirador de Valcabado se puede contemplar el pueblo y el valle alto de Valderredible, y desde este, a su vez, se puede ver la montaña conocida como Las Loras.
En cuanto a su riqueza faunística cabe destacar la abundante presencia de jabalíes (Sus scrofa), corzos (Capreolus capreolus), zorros (Vulpes vulpes), topo ibérico (Talpa occidentalis), tejones (Meles meles) y ginetas (Genetta genetta), así como de aves tales como milano negro (Milvus nigrans), halcón peregrino (Falco peregrinus), águila culebrera europea (Circaetus gallicus), búhos, mochuelos (Strigidae) y la perdiz roja (Alectoris rufa).
Villamoñico se encuentra en una zona de transición climática, entre el clima mediterráneo y el clima atlántico, ofrece una gran variedad de biotopos disponibles ocupados por plantas diversas.
Las zonas húmedas y sombrías de la falda del Páramo de la Lora acogen bosques de haya (Fagus sylvatica), con pequeños rodales de rusco (Ruscus aculeatus) y de eléboro verde (Helleborus viridis), hepática (Hepatica nobilis), primaveras (Primula elatior) y fresa silvestre (Fragaria vesca).

## Patrimonio histórico
La roca arenisca, que aflora en paredes verticales en la ladera norte de La Mesa, se aprovechó para excavar una serie de habitáculos rupestres relacionados con el fenómeno del eretismo de época de la repoblación. Aunque forman un conjunto interesante, denominado "los Ventanos", conviene contar con material adecuado de escalada si se quieren visitar, ya que se ubican en un lugar prácticamente inaccesible.
La iglesia de la Asunción, de alto porte, construida enteramente con piedra de sillería, es de estilo barroco con ampliaciones posteriores del siglo XVIII, destacando el cuerpo de su elevada espadaña de cinco troneras distribuidas en tres pisos. Conserva algunos restos de su originaria etapa románica, tanto en su interior como en su exterior, donde se observa un muro en el que se muestra la antigua traza románica y una hilada de canecillos, destacando entre ellos un curioso canecillo con la representación de una tortuga, no muy habitual en la simbología del románico rural y destacar muy especialmente su pila bautismal, ricamente decorada con motivos de círculos tangentes con rosetas, junto a otros simbólicos como la cruz, las llaves o el ave enfrentada a la serpiente.
El casco urbano de Villamoñico conserva muestras valiosas de arquitectura rural donde despuntan algunas casonas blasonadas.
Destacar la cercana existencia de varias necrópolis cristianas altomedievales que presentan tumbas antropomorfas excavadas en la roca arenisca y próxima a despoblados de la misma época. En el cerro o promontorio denominado con el curioso topónimo de "el Castillo", distante 300 metros del pueblo, se localizaron en varias prospecciones arqueológicas de los años 80 una pequeña necrópolis de tumbas de lajas coronando el extremo meridional del enclave.